# سرطانة الخلايا الصافية
سرطانة الخلايا الصافية (بالإنجليزية: Clear cell carcinoma)‏ هو سرطان (ليس ساركومة يظهر خلايا صافية، وهو نوع نادر من الأورام غالبا في المسلك التناسلي للإناث حيث تظهر الخلايا بداخلة كخلايا صافية تحت المجهر، ويطلق عليه أيضا سرطانة غدية في الخلايا الصافية أو سرطان المهبل الغدي ذو الخلايا الصافية.
أمثلة:
- سرطانة الخلية الكلوية ذات الخلايا الصافية
- سرطانة الرحم ذات الخلايا الصافية
- سرطانة المبيض ذات الخلايا الصافية